# Viktor Patsaïev
Viktor Ivanovitch Patsaïev (en russe : Виктор Иванович Пацаев) est un cosmonaute soviétique, né le 19 juin 1933 et mort accidentellement le 30 juin 1971, au cours du retour sur Terre.

## Vols réalisés

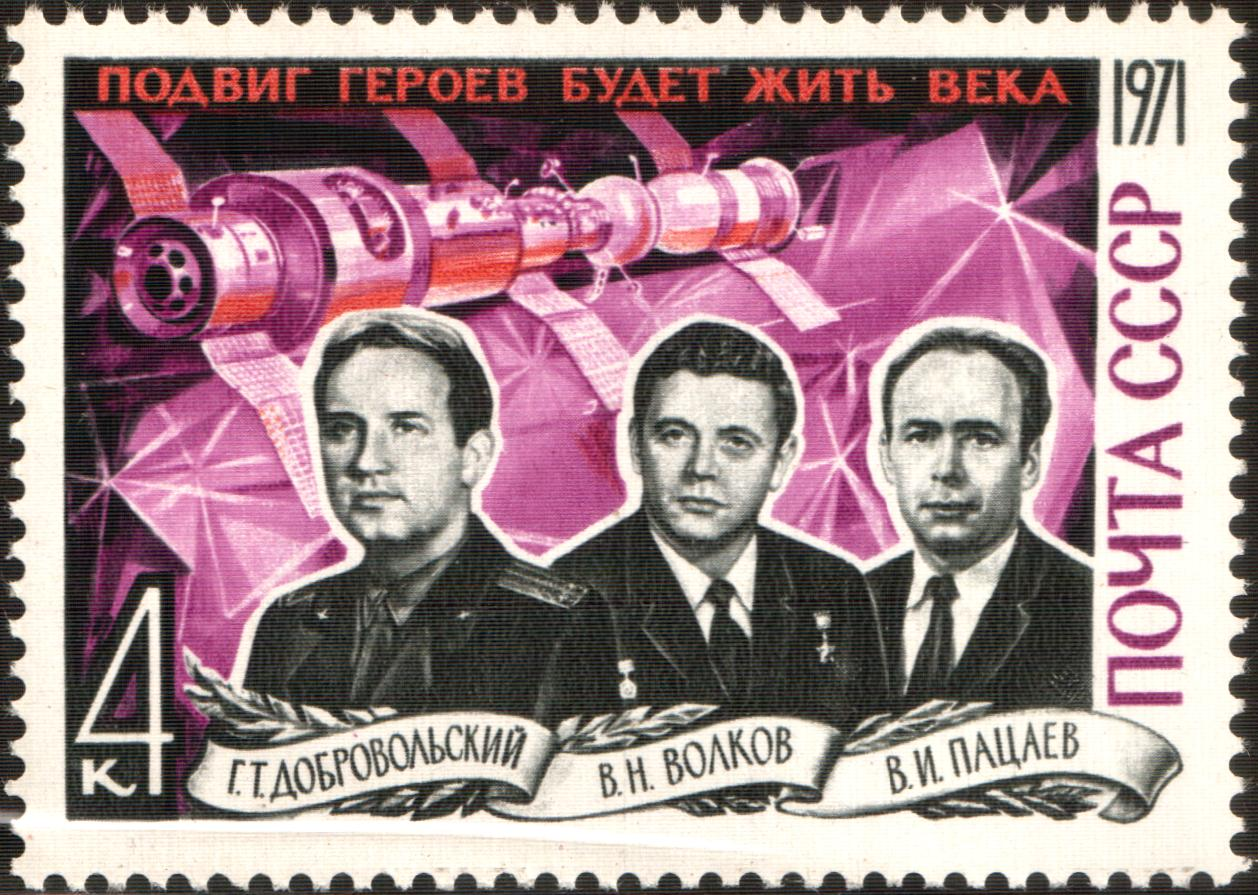
Timbre Soviétiques datant de 1971 représentant Viktor Patsayev, Vladislav Volkov et Gueorgui Dobrovolski, Soyouz 11 est représentée en fond.

Le 6 juin 1971, il s'envole à bord de Soyouz 11 pour un séjour de 23 jours à bord de Saliout 1 (nouveau record de durée de vol). Lors du retour sur Terre, une valve de la capsule s'ouvre accidentellement et la capsule se dépressurise brusquement, asphyxiant en 30 secondes les trois membres de l'équipage (Patsaïev, Vladislav Volkov et le commandant du vol, Gueorgui Dobrovolski). La capsule Soyouz atterrira seule en mode automatique. On retrouva Viktor Patsaïev avec une main blessée, comme s'il avait tenté de refermer manuellement la valve avant de sombrer dans l'inconscience.

## Hommages
Son nom figure sur la plaque accompagnant la sculpture Fallen Astronaut déposée sur la Lune le 1er août 1971 par l'équipage d'Apollo 15. Un navire collecteur de renseignement a été nommé en son nom, le Cosmonaute Viktor Patsayev.

## Divers
Les astéroïdes numérotés 1789 à 1791 ont été baptisés en hommage aux trois cosmonautes.